# Maximilian Arfsten
Maximilian Michael Arfsten, né le 19 avril 2001 à Fresno en Californie, est un joueur international américain de soccer. Il évolue actuellement au poste de piston gauche au Crew de Columbus.

## Biographie

### Carrière en club
En 2022, Arfsten quitte l'UC Davis et les Aggies pour signer avec les Earthquakes de San José II, équipe réserve évoluant en MLS Next Pro. Il y dispute 24 matchs, inscrit neuf buts et délivre six passes décisives.
Sélectionné en 14e position lors du MLS SuperDraft 2023, il signe avec le Crew de Columbus le 21 février 2023,. Il fait ses débuts en MLS le 25 mars 2023 et marque son premier but lors d'une victoire fleuve 6‑1 contre Atlanta United. Lors de sa saison rookie, il dispute 12 matchs en saison régulière, avec deux buts et deux passes décisives au compteur. En 2024, il devient un titulaire régulier au poste de piston ou d'ailier gauche, jouant 31 matchs sur 34 possibles en saison régulière. Il prolonge son contrat en octobre 2024 jusqu’en 2027, avec une option pour 2028.

### En sélection
Arfsten fait ses débuts en équipe des États-Unis le 18 janvier 2025 en amical, titulaire lors d'une victoire 3-1 face au Venezuela.
Le 5 juin suivant, il est annoncé dans le groupe américain pour disputer la Gold Cup 2025.

## Palmarès

### En club
Crew de Columbus
- MLS Cup (1) :
  - Vainqueur en 2023
- Leagues Cup (1) :
  - Vainqueur en 2024
- Coupe des champions de la CONCACAF :
  - Finaliste en 2024
- Campeones Cup :
  - Finaliste en 2024.

### En sélection
États-Unis
- Gold Cup
  - Finaliste en 2025.